# Willie Watson
William "Willie" Watson (New Stevenson, 4 december 1949) is een voormalig Schots voetballer die als verdediger speelde. Watson speelde voor Manchester United, Huddersfield Town, Motherwell, Dundee en Miami Toros.

## Erelijst met Dundee F.C.
- Scottish First Division (1×) 1978-1979